# Televisió per satèl·lit

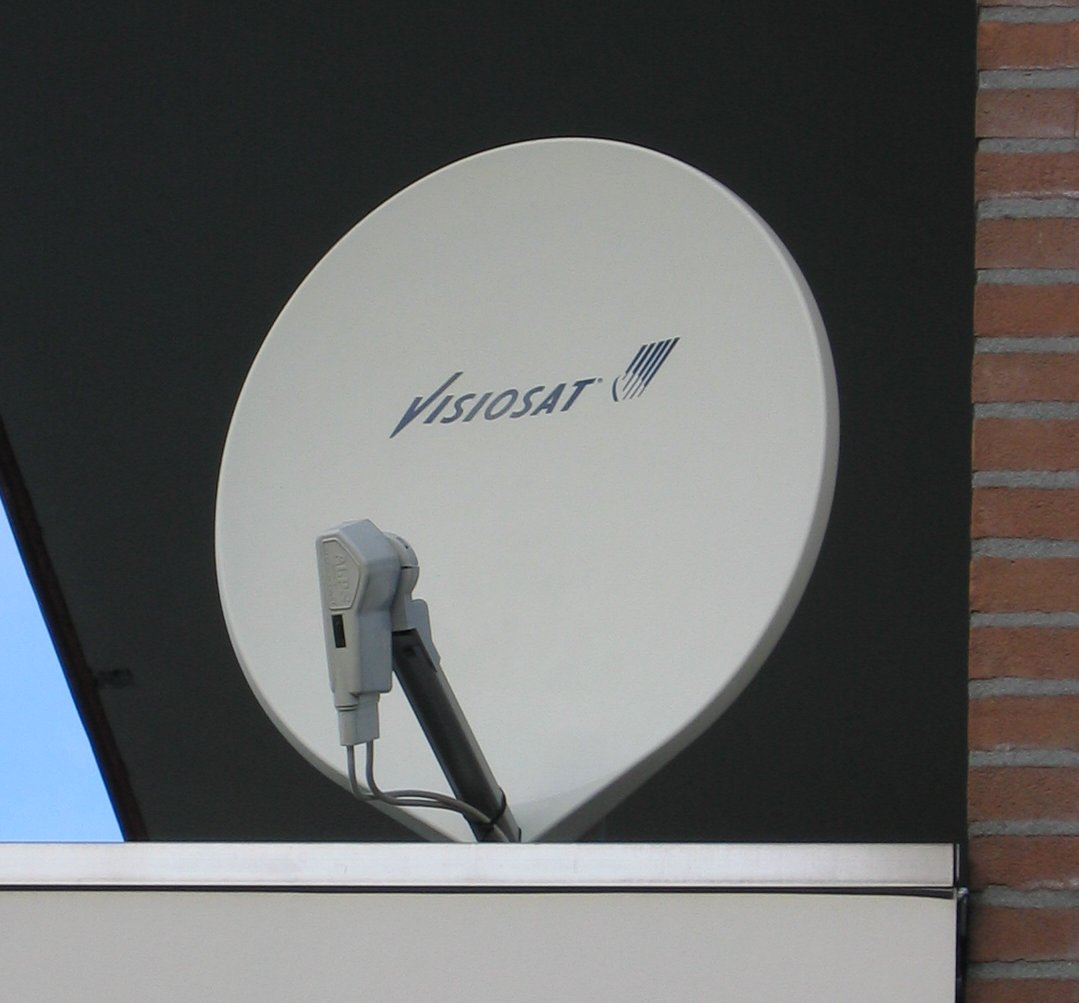
Parabòlica per rebre la televisió per satèl·lit

La televisió per satèl·lit és un mètode de transmissió televisiva consistent en fer rebotar en un satèl·lit de comunicacions un senyal de televisió emès des d'un punt de la Terra, de manera que aquest pugui arribar a altres parts del planeta. D'aquesta manera és possible la difusió de senyal televisiu a zones molt àmplies, independentment de les seves condicions orogràfiques.
Hi ha tres tipus de televisió per satèl·lit: Recepció directa per al teleespectador (DBS), recepció per a les capçaleres de televisió per cable (per a la seva posterior redistribució) i serveis entre afiliats de televisió local. Els primers sistemes feien servir el senyal analògic, però els moderns usen senyals digitals que permeten la transmissió de l'estàndard de televisió moderna de televisió d'alta definició, a causa de la significativament millorada eficiència espectral de la radiodifusió digital. A partir de 2022, Star One C2 de Brasil és l'única transmissió satelital restant en senyals analògics.
Calen diferents receptors per a tots dos tipus. Algunes transmissions de TV i fins i tot ràdio comercial no estan encriptades i són free-to-air o sigui lliures de ser vistes -o escoltades- per qualsevol usuari que tingui antena i receptor, mentre que molts altres canals es transmeten amb encriptació, una de les formes de televisió de pagament que requereix que l'espectador se subscrigui i pagui una tarifa mensual perquè el receptor no es bloquegi en rebre la programació. La televisió per satèl·lit es veu afectada pel cord-cutting, tendència en què la gent s'està desplaçant cap a la transmissió de televisió basada a Internet.

## Història
El 1945, l'escriptor britànic de ciència-ficció Arthur C. Clarke va proposar un sistema de comunicacions mundial que funcionaria per mitjà de tres satèl·lits igualment espaiats entre si en l'òrbita terrestre. Això es va publicar al número d'octubre de 1945 de la revista Wireless World i li va guanyar la Medalla Stuart Ballantine de la Franklin Institute el 1963.
Des que la Unió Soviètica va posar en òrbita, l'any 1957, el primer satèl·lit, anomenat Spútnik 1, s'ha llançat milers d'aquests artefactes per a tota mena de finalitats. Un dels seus usos més estesos és el de les telecomunicacions, el qual ha permès la difusió de senyals de televisió oferint una cobertura pràcticament total per a zones molt àmplies de terreny.
Des del llançament del primer satèl·lit han anat sorgint diversos esdeveniments importants des del punt de la televisió per satèl·lit, com ara l'emissió del primer senyal de televisió, l'any 1962, utilitzant el satèl·lit Telstar 1 o el llançament del primer satèl·lit de difusió directa (DBS), l'Ekran, pensat per a la recepció de senyal de televisió a casa, l'any 1976.
El 1979, els enginyers soviètics van desenvolupar el sistema Moskva (o Moscou) de transmissió i lliurament de senyals de televisió a través de satèl·lits. Van llançar els satèl·lits de comunicació Gorizont més tard aquell mateix any. Aquests satèl·lits utilitzaven òrbites geoestacionàries. Estaven equipats amb potents transponedors a bord, de manera que la mida de les antenes parabòliques de recepció de les estacions d'enllaç descendent es va reduir a 4 i 2,5 metres. El 18 d'octubre de 1979, la Comissió Federal de Comunicacions (FCC) va començar a permetre que la gent tingués receptors domèstics terrestres de satèl·lits sense una llicència del govern federal. La portada del catàleg de Nadal de Neiman-Marcus de 1979 presentava els primers receptors domèstics de televisió per satèl·lit a la venda per 36.500 dòlars. Els plats feien gairebé 6,1 m de diàmetre i estaven controlats a distància. El preu es va reduir a la meitat poc després, però només hi havia vuit canals més. La Society for Private and Commercial Earth Stations (SPACE), una organització que representava els consumidors i els propietaris de sistemes de televisió per satèl·lit, es va establir el 1980.
L'ús de satèl·lits de comunicacions s'ha estès fins al punt que existeixen en l'actualitat més de 300 satèl·lits de comunicacions en òrbita geoestacionària, emetent senyals de televisió arreu del món.

## Funcionament
Els satèl·lits utilitzats per a senyals de televisió estan situats en òrbita geoestacionària, a 35.786 km sobre l'equador terrestre. Com que orbiten la Terra a la mateixa direcció i velocitat que aquesta gira, dona la sensació que aquests no estan en moviment. La importància d'aquest fet és vital, ja que gràcies a això és possible utilitzar un dispositiu emissor o receptor sense haver de canviar-lo de posició a mesura que el satèl·lit es va movent. Cal tenir en compte, però, que el nombre de satèl·lits que pot haver en òrbita geoestacionària és limitat, ja que cal evitar les possibles interferències que es puguin ocasionar els uns amb els altres. És a dir, si tenim en compte que els satèl·lits que operen en la banda C han d'estar separats 2n. entre ells, veiem que el nombre màxim de satèl·lits que podem tenir és de 360/2 = 180. Pel que fa a la banda Ku, la separació és més petita (1r.), de manera que podem tenir-ne fins a 360/1 = 360.
La transmissió televisiva per satèl·lit s'inicia en el moment en què l'emissora envia el senyal, prèviament modulat a una freqüència específica, a un satèl·lit de comunicacions. Per tal de fer possible aquesta emissió és necessari l'ús antenes parabòliques de 9 a 12 metres de diàmetre. L'ús de dimensions d'antena elevades permet incrementar la precisió a l'hora d'enfocar el satèl·lit, facilitant d'aquesta manera que es rebi el senyal amb una potència prou elevada.
El satèl·lit rep el senyal emès a través d'un dels seus transponedors, sintonitzat a la freqüència utilitzada per l'emissora. En general, un satèl·lit disposa de fins a 32 transponedors per a la banda Ku i fins a 24 per a la banda C. L'amplada de banda dels transponedors sol estar comprès entre els 27 i els 50 MHz.
A continuació el satèl·lit retransmet el senyal de tornada a la Terra, però en aquest cas utilitzant una altra freqüència, típicament en les bandes C o Ku, per tal d'evitar interferències amb el senyal procedent de l'emissora. Aquest senyal, força debilitat degut al gran nombre de quilòmetres que ha de recórrer fins a arribar al destí, és captat per una antena parabòlica instal·lada per l'usuari final. El senyal, molt dèbil, es reflecteix i es concentra al punt focal de l'antena on es troba el feedhorn. Aquest s'encarrega de rebre el senyal i portar-lo al LNB per a la seva posterior conversió i amplificació. Cal assenyalar que en les antenes parabòliques per a satèl·lit de difusió directa el que tenim és un LNBF, el qual integra el feedhorn i el LNB en una sola peça.
Finalment, el receptor de satèl·lit demodula i converteix el senyal en el format desitjat. En casos com el PPV el senyal es rep encriptat, de manera que el receptor també disposa d'un decodificador incorporat per tal de poder veure els continguts correctament.

## Estàndards
El senyal de televisió analògica per satèl·lit està format per un senyal de vídeo modulat en freqüència (FM) i per una subportadora, normalment entre 5,5 i 8,5 MHz, modulada també en FM amb el senyal d'àudio associat. S'acostuma a utilitzar un del següents sistemes de transmissió: PAL, NTSC o SECAM.
En canvi, en el cas digital s'acostuma a seguir el que s'estableix en l'estàndard DVB-S o en la seva actualització més recent, el DVB-S2. Així, el còdec utilitzat per a aquest tipus de transmissions és el MPEG-2, tot i que s'està utilitzant cada vegada més el MPEG-4 AVC a causa de l'augment de continguts d'alta definició (HDTV). Si bé aquests estàndards permeten l'ús de diverses modulacions, l'opció més estesa és la QPSK.

## Apagada pel Sol
Quan el Sol s'alinea directament darrere del satèl·lit al camp de visió de l'antena parabòlica receptora, es produeix un fenomen anomenat "apagada solar", que dura uns 10 minuts al dia, cap al migdia, dues vegades a l'any, durant dues setmanes, a la primavera i la tardor, al voltant de l'equinocci. Durant aquest període, el sol es troba dins del lòbul principal del patró de recepció de l'antena parabòlica, per la qual cosa el fort soroll de microones emès pel sol a les mateixes freqüències utilitzades pels transponedors del satèl·lit ofega la recepció.

## Situació a Espanya
L'octubre de 1993 el Govern espanyol adjudica tres concessions per a l'emissió a través d'Hispasat a Sociedad de Televisión Canal Plus, Gestevisión Telecinco i a Antena 3 Televisión. Els tres operadors de televisió privada, juntament amb RTVE, varen crear una societat anomenada Cotelsat, participada en un 25% per cada operador, amb la finalitat de comercialitzar conjuntament els seus canals. Aquesta societat, però, es dissol nou mesos després degut als mals resultats obtinguts. A causa d'això cada canal passa a ser emès en obert i gestionat per separat.
El 30 de gener de 1997 s'inicien les primeres emissions de Canal Satélite Digital, la primera plataforma digital de satèl·lit espanyola. Oferia 25 canals de televisió i 27 d'àudio a través del sistema de satèl·lits Astra. El 13 de maig de 1998 una altra plataforma de televisió per pagament, Vía Digital, inicia les seves emissions, oferint 45 canals a través d'Hispasat. Ambdues plataformes coexisteixen fins al 21 de juliol de 2003, data en què Canal Satélite Digital i Vía Digital es fusionen, donant lloc a Digital+, l'única plataforma de televisió per satèl·lit de pagament espanyola que hi ha fins ara a Espanya. Cal dir, però, que no totes les alternatives per satèl·lit són de pagament. Eutelsat, per exemple, va llançar la seva plataforma de continguts gratuïta a finals de 1998, tot i que també es poden trobar canals en obert pels diversos satèl·lits que ofereixen cobertura nacional.

## Legalitat
El Reglament de Radiocomunicacions de 1963 de la Unió Internacional de Telecomunicacions (UIT) va definir un "servei de radiodifusió per satèl·lit" com un "servei espacial en què els senyals transmesos o retransmesos per estacions espacials, o transmeses per reflexió des d'objectes en òrbita al voltant de la Terra, estan destinats a ser rebuts directament pel públic en general".
A la dècada de 1970, a alguns estats els preocupava que la radiodifusió externa pogués alterar la identitat cultural o política d'un estat, la qual cosa va portar a la proposta del Nou Ordre Mundial d'Informació i Comunicació (NWICO). Tot i això, les transmissions per satèl·lit no es poden restringir segons l'estat a causa de les limitacions de la tecnologia. Al voltant de l'època en què es va publicar l'informe MacBride, la transmissió per satèl·lit s'estava discutint en el Comitè de les Nacions Unides sobre la Utilització de l'Espai Ultraterrestre amb Fins Pacífics (COPUOS), on la majoria dels membres van recolzar les restriccions de consentiment previ per a la transmissió als seus territoris, però alguns van argumentar que això violaria la llibertat d'informació. Les parts no van poder arribar a un consens sobre això i el 1982 van presentar UNGA Res 37/92 ("Principis DBS") a l'Assemblea General de l'ONU que va ser adoptada per majoria de vots, però , la majoria dels Estats capaços de DBS van votar en contra. La resolució dels "Principis DBS" generalment es considera ineficaç.